# Australian Men's Hardcourt Championships 1996 - Qualificazioni doppio
Le qualificazioni del doppio  dell'Australian Men's Hardcourt Championships 1996 sono state un torneo di tennis preliminare per accedere alla fase finale della manifestazione. I vincitori dell'ultimo turno sono entrati di diritto nel tabellone principale. In caso di ritiro di uno o più giocatori aventi diritto a questi sono subentrati i lucky loser, ossia i giocatori che hanno perso nell'ultimo turno ma che avevano una classifica più alta rispetto agli altri partecipanti che avevano comunque perso nel turno finale.
Le qualificazioni del doppio del torneo Australian Men's Hardcourt Championships 1996 prevedevano 4 coppie partecipanti di cui una è entrata nel tabellone principale.

## Teste di serie
1. Joshua Eagle /  Andrew Florent (primo turno)

1. Diego Nargiso /  Stefano Pescosolido (primo turno)

## Qualificati
1. Wayne Black  /   Greg Rusedski

## Tabellone

### Legenda
| - Q = Qualificato - WC = Wild card - LL = Lucky loser | - ALT = Alternate - SE = Special Exempt - PR = Protected Ranking | - w/o = Walkover - r = Ritirato - d = Squalificato |

|  | Primo turno | Primo turno                       | Primo turno                 | Primo turno | Primo turno |  |  | Ultimo turno                  | Ultimo turno                  | Ultimo turno                  | Ultimo turno | Ultimo turno |  |
|  |             |                                   |                             |             |             |  |  |                               |                               |                               |              |              |  |
|  |             | Wayne Black Greg Rusedski         | Wayne Black Greg Rusedski   | 7           | 6           |  |  |                               |                               |                               |              |              |  |
|  | 1           | Joshua Eagle Andrew Florent       | Joshua Eagle Andrew Florent | 6           | 3           |  |  | Wayne Black Greg Rusedski     | Wayne Black Greg Rusedski     | Wayne Black Greg Rusedski     | 6            | 6            |  |
|  |             | Paul Kilderry Peter Tramacchi     | 6                           | 4           | 6           |  |  | Paul Kilderry Peter Tramacchi | Paul Kilderry Peter Tramacchi | Paul Kilderry Peter Tramacchi | 4            | 4            |  |
|  | 2           | Diego Nargiso Stefano Pescosolido | 3                           | 6           | 4           |  |  |                               |                               |                               |              |              |  |